# フランシス・ブードロー＝オデ
フランシス・ブードロー＝オデ（フランス語: Francis Boudreau Audet、1993年11月8日 - ）は、カナダ、サン・ジャン・シュール・リシュリュー出身の男性フィギュアスケート選手（ペア）。パートナーはネイディーン・ワン、須藤澄玲、古賀亜美。
2015年、2016年全日本選手権優勝。

## 経歴
2013-2014シーズン、日本に所属し古賀亜美とペアを結成。初出場となった全日本選手権のジュニアクラスで2位に入り、初の国際大会である2014年ババリアンオープンのジュニアクラスで2位となる。
2014-2015シーズン、ISUジュニアグランプリに参戦し、タリン杯で4位、クロアチア杯で6位となる。2年連続で出場となった全日本選手権のジュニアクラスでは優勝を飾った。初出場となった世界ジュニア選手権では6位に入賞する。2015年世界選手権でペアを解消した高橋成美/木原龍一組に代わり、4月開催の国別対抗戦に出場することが決定する。初のシニアの国際大会となった国別対抗戦ではショートとフリーでそれぞれ6位となるがトータルスコアでは自己ベストを更新。日本は銅メダルを獲得する。
2015-2016シーズン、古賀とのペアを解散し新たに須藤澄玲とのペアを結成した。全日本選手権で初優勝を果たし、ネスレ杯では、国際大会で初めて優勝する。初出場となった世界選手権ではSPで22位となりFSに進めなかった。
2016-2017シーズン、グランプリシリーズに参戦。母国開催のNHK杯では、最下位の7位ではあるものの自己ベストを大幅に更新した。世界選手権SPでは自身初となるSP60点台の自己ベストを出すが、前年よりSP通過ラインが大幅に上昇し、17位で大会を終えた。
2017-2018シーズン、全日本選手権は須藤の体調不良で欠場。2018年3月4日、須藤とのペアを解散し、日本所属を離れることを発表した。
2019年5月、自身のインスタグラムにて ネイディーン・ワン (元アメリカ代表)と新しくペアを結成していること、既に二人とも代表国変更の許可を取得済みで 今後はカナダ所属として活動していくことを報告した。。

## 主な戦績
- 2019-2020シーズンからはネイディーン・ワンとのペア
- 2015-2016シーズンから2017-2018シーズンまでは須藤澄玲とのペア
- 2014-2015シーズンまでは古賀亜美とのペア

| 大会/年            | 2013-14 | 2014-15 | 2015-16 | 2016-17 | 2017-18 | 2018-19 | 2019-20 |
| ------------------ | ------- | ------- | ------- | ------- | ------- | ------- | ------- |
| 世界選手権         |         |         | 22      | 17      |         |         |         |
| 四大陸選手権       |         |         | 9       | 10      |         |         |         |
| 世界国別対抗戦     |         | T3 / P6 |         | T1 / P6 |         |         |         |
| 全日本選手権       |         |         | 1       | 1       |         |         |         |
| GPロステレコム杯   |         |         |         |         | 8       |         |         |
| GP NHK杯           |         |         |         | 7       | 7       |         |         |
| CSワルシャワ杯     |         |         |         |         |         |         | 9       |
| CSネーベルホルン杯 |         |         |         |         | 11      |         |         |
| CS USクラシック    |         |         |         | 4       | 8       |         | 9       |
| CSゴールデンスピン |         |         | 7       |         |         |         |         |
| ネスレ杯           |         |         | 1       | 1       |         |         |         |
| 世界Jr.選手権      |         | 6       |         |         |         |         |         |
| 全日本選手権       | 2 J     | 1 J     |         |         |         |         |         |
| JGPクロアチア杯    |         | 6       |         |         |         |         |         |
| JGPタリン杯        |         | 4       |         |         |         |         |         |
| チャレンジカップ   |         | 1 J     |         |         |         |         |         |
| ババリアンオープン | 2 J     |         |         |         |         |         |         |

### 詳細
| 2017-2018 シーズン    |                                                                               |          |          |           |
| 開催日                | 大会名                                                                        | SP       | FS       | 結果      |
| 2017年11月10日 - 12日 | ISUグランプリシリーズNHK杯（大阪）                                            | 7 51.69  | 7 104.83 | 7 156.52  |
| 2017年10月20日 - 22日 | ISUグランプリシリーズロステレコム杯（モスクワ）                               | 8 48.93  | 8 87.87  | 8 136.80  |
| 2017年9月27日 - 30日  | ISUチャレンジャーシリーズネーベルホルン杯（オーベルストドルフ）               | 11 54.36 | 14 94.06 | 11 148.42 |
| 2017年9月13日 - 17日  | ISUチャレンジャーシリーズUSインターナショナルクラシック（ソルトレイクシティ） | 8 50.60  | 8 103.00 | 8 153.60  |

| 2016-2017 シーズン     |                                                                                |          |          |                   |
| 開催日                 | 大会名                                                                         | SP       | FS       | 結果              |
| 2017年4月20日 - 23日   | 2017年世界フィギュアスケート国別対抗戦（東京）                                 | 6 54.84  | 6 97.57  | 1 団体 （152.41） |
| 2017年3月27日 - 4月2日 | 2017年世界フィギュアスケート選手権（ヘルシンキ）                               | 17 61.70 | -        | 17                |
| 2017年2月14日 - 19日   | 2017年四大陸フィギュアスケート選手権（江陵）                                   | 10 58.14 | 9 106.82 | 10 164.96         |
| 2016年12月22日 - 25日  | 第85回全日本フィギュアスケート選手権（門真）                                   | 1 56.96  | 1 103.29 | 1 160.25          |
| 2016年11月25日 - 27日  | ISUグランプリシリーズ NHK杯（札幌）                                            | 6 52.65  | 7 109.20 | 7 161.85          |
| 2016年9月14日 - 17日   | ISUチャレンジャーシリーズ USインターナショナルクラシック（ソルトレイクシティ） | 4 44.48  | 4 78.16  | 4 122.64          |

| 2015-2016 シーズン     |                                                        |          |          |          |
| 開催日                 | 大会名                                                 | SP       | FS       | 結果     |
| 2016年4月22日 - 24日   | 2016年コーセー・チームチャレンジカップ（スポケーン）   | -        | 6 100.78 | 3 団体   |
| 2016年3月26日 - 4月3日 | 2016年世界フィギュアスケート選手権（ボストン）         | 22 38.50 | -        | 22       |
| 2016年2月16日 - 21日   | 2016年四大陸フィギュアスケート選手権（台北）           | 9 52.70  | 9 92.63  | 9 145.33 |
| 2016年1月6日 - 10日    | 2016年メンターネスレネスクイックトルン杯（トルン）     | 1 55.69  | 1 104.36 | 1 160.05 |
| 2015年12月24日 - 27日  | 第84回全日本フィギュアスケート選手権（札幌）           | 1 53.31  | 1 96.24  | 1 149.55 |
| 2015年12月2日 - 5日    | ISUチャレンジャーシリーズ ゴールデンスピン（ザグレブ） | 8 46.62  | 7 90.44  | 7 137.06 |

| 2014-2015 シーズン    |                                                             |         |         |          |
| 開催日                | 大会名                                                      | SP      | FS      | 結果     |
| 2015年4月16日 - 19日  | 2015年世界フィギュアスケート国別対抗戦（東京）              | 6 46.87 | 6 88.42 | 3 団体   |
| 2015年3月2日 - 8日    | 2015年世界ジュニアフィギュアスケート選手権（タリン）        | 6 48.45 | 6 86.52 | 6 134.97 |
| 2015年2月19日 - 22日  | 2015年チャレンジカップ ジュニアクラス（ハーグ）             | 2 45.99 | 1 90.87 | 1 136.86 |
| 2014年12月25日 - 28日 | 第83回全日本フィギュアスケート選手権 ジュニアクラス（長野） | 1 42.30 | 1 84.96 | 1 127.26 |
| 2014年10月8日 - 11日  | ISUジュニアグランプリ クロアチア杯（ザグレブ）              | 4 45.54 | 5 88.53 | 6 134.07 |
| 2014年9月24日 - 28日  | ISUジュニアグランプリ タリン杯（タリン）                    | 4 45.05 | 6 79.26 | 4 124.31 |

| 2013-2014 シーズン     |                                                                 |         |         |          |
| 開催日                 | 大会名                                                          | SP      | FS      | 結果     |
| 2014年1月29日 - 2月2日 | 2014年ババリアンオープン ジュニアクラス（オーベルストドルフ）   | 2 38.06 | 2 70.46 | 2 108.52 |
| 2013年12月20日 - 23日  | 第82回全日本フィギュアスケート選手権 ジュニアクラス（さいたま） | 2 37.80 | 2 69.52 | 2 107.32 |

## プログラム使用曲
| シーズン  | SP                                                                                             | FS                                                                                 | EX                                                                   |
| --------- | ---------------------------------------------------------------------------------------------- | ---------------------------------------------------------------------------------- | -------------------------------------------------------------------- |
| 2017-2018 | さくら 作曲：森山直太朗 演奏：アンドレ・リュウ 振付：ジュリー・マルコット                      | ビートルズ メドレー 振付：ジュリー・マルコット                                     |                                                                      |
| 2016-2017 | さくら 作曲：森山直太朗 演奏：アンドレ・リュウ 振付：ジュリー・マルコット                      | 映画『シェルブールの雨傘』より 作曲：ミシェル・ルグラン 振付：ジュリー・マルコット | ばら色の人生 演奏：ルイ・アームストロング 振付：ジュリー・マルコット |
| 2015-2016 | ばら色の人生 演奏：ルイ・アームストロング 振付：ジュリー・マルコット                           | 映画『シェルブールの雨傘』より 作曲：ミシェル・ルグラン 振付：ジュリー・マルコット | A Sky Full Of Stars 曲：コールドプレイ                               |
| 2014-2015 | オペラ『蝶々夫人』より「ある晴れた日に」 作曲：ジャコモ・プッチーニ 振付：ジュリー・マルコット | 映画『白い恐怖』より 作曲：ロージャ・ミクローシュ 振付：ジュリー・マルコット       |                                                                      |
| 2013-2014 | テレビドラマ『スパイ大作戦』より 作曲：ラロ・シフリン                                          | 黄河協奏曲 作曲：冼星海                                                            |                                                                      |